# Gerard Hoet

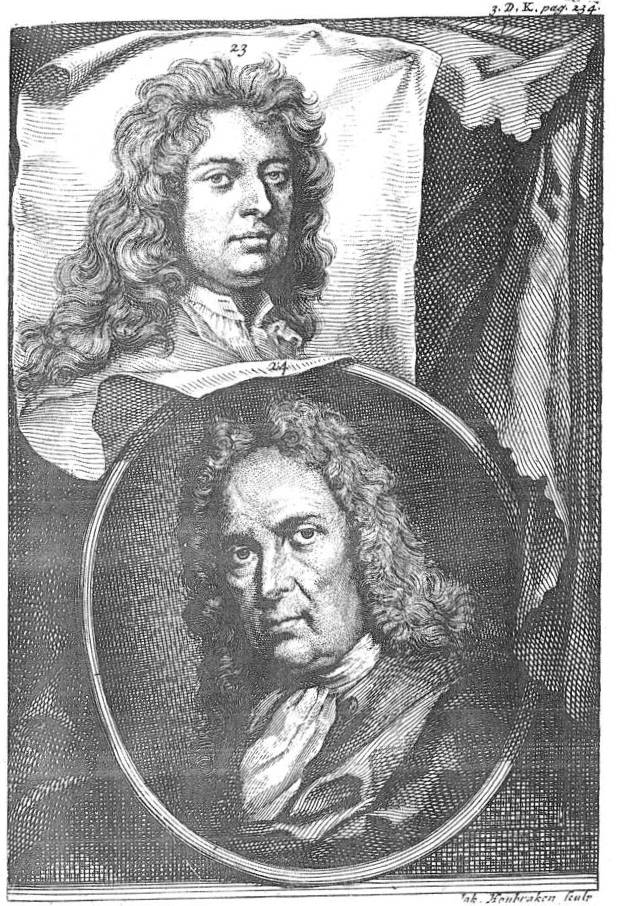
Porträt Hoets in Arnold Houbrakens Schoubourg Bd. 3 (unten)

Gerard Hoet (* 22. August 1648 in Zaltbommel; † 2. Dezember 1733 in Den Haag) war ein niederländischer Maler.

## Leben
Er war der Sohn von Moses Hoet (Glasmaler). Zuerst war er Schüler des Warnard van Rysen (1625–1664), danach des Cornelis van Poelenburgh. Nachdem im Jahre 1672 die Stadt Zaltbommel eingenommen worden war, zog er nach Den Haag, dann nach Amsterdam und Paris. Später ging er nach Utrecht, gerufen von M. van Zuylen, wo er im Jahre 1697 zusammen mit Hendrick Schoock eine Kunstakademie gründete. Von 1714 bis zu seinem Tod lebte er in Den Haag.

## Werk
Hoet war einer der ersten holländischen Maler, der in seinen Gemälden italienischer Landschaften romantische Ruinen und Fragmente antiker Statuen, die er in Italien gesehen hatte, verarbeitete. Zu Hoets Lebzeiten galten seine Bilder als modern und erzielten hohe Preise. Er behandelte vor allem religiöse, mythologische oder klassische Themen. Hoet malte auch Porträts und Genrebilder und übernahm die Gestaltung und Illustrationen für Bibeln.